# Cung điện Saxon

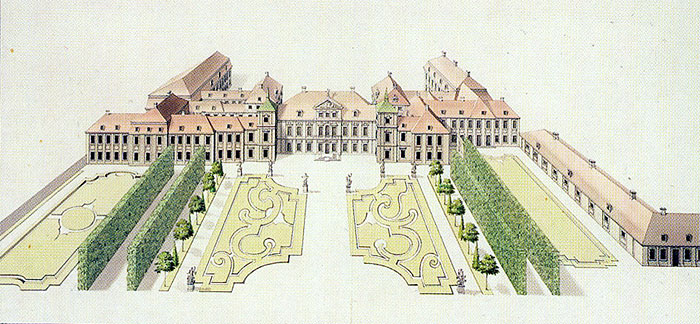
Cung điện Saxon vào thế kỷ 18, nhìn từ Vườn Saxon.

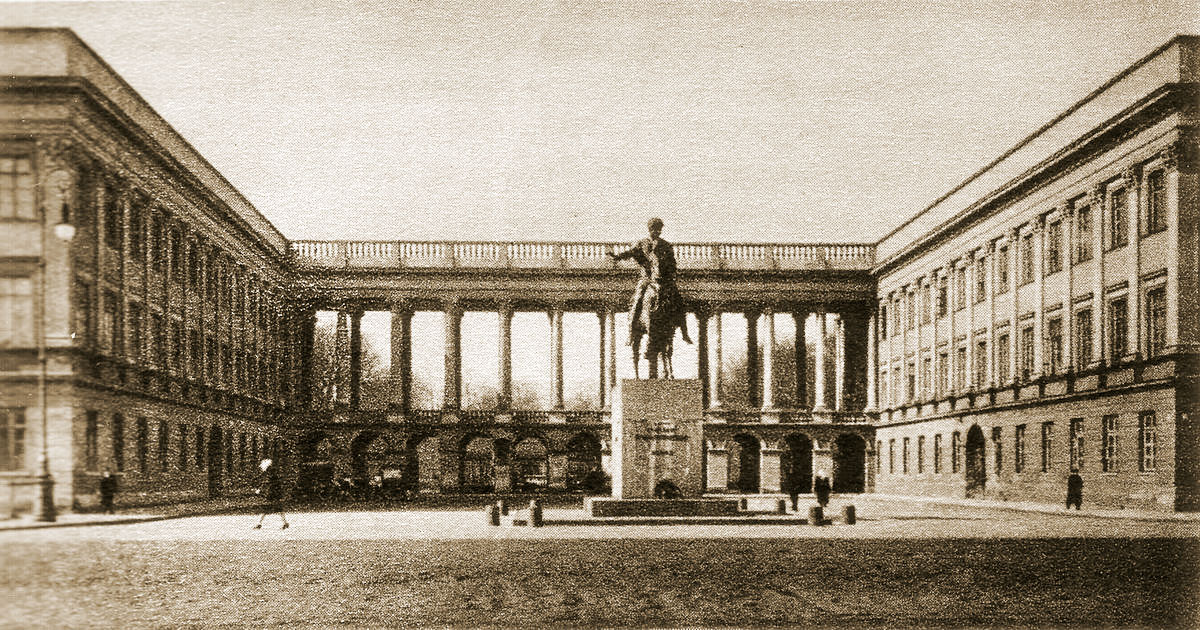
Cung điện Saxon, nhìn từ Quảng trường Saxon. Trước khu nhà ở, lăng mộ của người lính vô danh đứng tượng Hoàng tử Józef Poniatowski của Thorvaldsen (sau Thế chiến II, được chuyển đến Krakowskie Przingmieście, trước Dinh Tổng thống).

Cung điện Saxon (tiếng Ba Lan: pałac Saski w Warszawie) là một trong những tòa nhà đặc biệt nhất ở Warsaw trước chiến tranh ở Ba Lan. Đã có kế hoạch xây dựng lại tòa nhà.

## Lịch sử

### Đến Thế chiến thứ nhất
Cung điện Saxon trước là một ngôi nhà trang viên thuộc Tobiasz Morsztyn. Sau năm 1661, anh trai và người thừa kế Jan Andrzej Morsztyn đã thay thế ngôi nhà trang viên bằng một cung điện theo phong cách baroque (Pałac Morsztynów, "Cung điện Morsztyn") bằng bốn tòa tháp.
Năm 1713 Cung điện Morsztyn đã được mua bởi hai vị vua đầu tiên Saxon của Ba Lan, Augustus II (trị vì ở Ba Lan 1697-1706 và 1709-1733), người đã bắt đầu mở rộng nó. Năm 1748, việc xây dựng lại cung điện được hoàn thành bởi con trai ông, vua Augustus III.
Vào đầu thế kỷ 19, Cung điện Saxon là ngôi nhà của Warsaw Lyceum, trong đó cha của Frédéric Chopin là Nicolas Chopin dạy tiếng Pháp, sống cùng gia đình trong khuôn viên cung điện.
Cung điện đã được tu sửa lại vào năm 1842.

### Liên thông
Sau Thế chiến I, Cung điện Saxon là trụ sở của Bộ Tổng tham mưu Ba Lan. Năm 1925, Mộ Chiến sĩ Vô danh được thành lập trong gian nhà phụ trên đỉnh colonnade ở hai cánh đối xứng của cung điện.
Cung điện tiếp tục nằm giữa Vườn Saxon, về phía sau và Quảng trường Saxon ở phía trước (đã được đổi tên thành Quảng trường Piłsudski sau cái chết của Thống chế năm 1935).
Trong tòa nhà này, mật mã máy Enigma của Đức đã bị phá vỡ lần đầu tiên vào tháng 12 năm 1932 và sau đó được đọc trong vài năm trước khi Bộ Mật mã Bộ Tổng tham mưu năm 1937 của Đức chuyển đến các khu phố mới, được thiết kế đặc biệt gần Pyry thuộc Rừng gỗ Kabaty phía nam Warsaw.
Trong Thế chiến II, sau khi Đức đàn áp cuộc nổi dậy Warsaw năm 1944, Cung điện Saxon đã bị quân Đức thổi bay như là một phần trong kế hoạch phá hủy Warsaw của họ. Chỉ có một phần của nhà phụ trung tâm vẫn còn, chứa Lăng mộ của các chiến sĩ vô danh, thoát khỏi sự hủy diệt.

### Kể từ Thế chiến II
đã có kế hoạch xây dựng lại Cung điện Saxon. Các hầm của cung điện đã được khai quật vào năm 2006, phát hiện khoảng 20.000 vật thể. Việc tái thiết cung điện trước đây dự kiến hoàn thành vào năm 2010  Tòa nhà được xây dựng lại đã được lên kế hoạch để làm trụ sở của tòa thị chính Warsaw, nhưng do các vấn đề ngân sách của Warsaw gây ra bởi cuộc khủng hoảng tài chính toàn cầu gần đây và những lần cắt giảm sau đó, việc tái thiết đã bị đình trệ. Vào ngày 11 tháng 11 năm 2018, để kỷ niệm 100 năm độc lập sau chiến tranh thế giới thứ nhất của Ba Lan, Tổng thống Andrzej Duda đã tái khẳng định ý định xây dựng lại cung điện.

## Hình ảnh

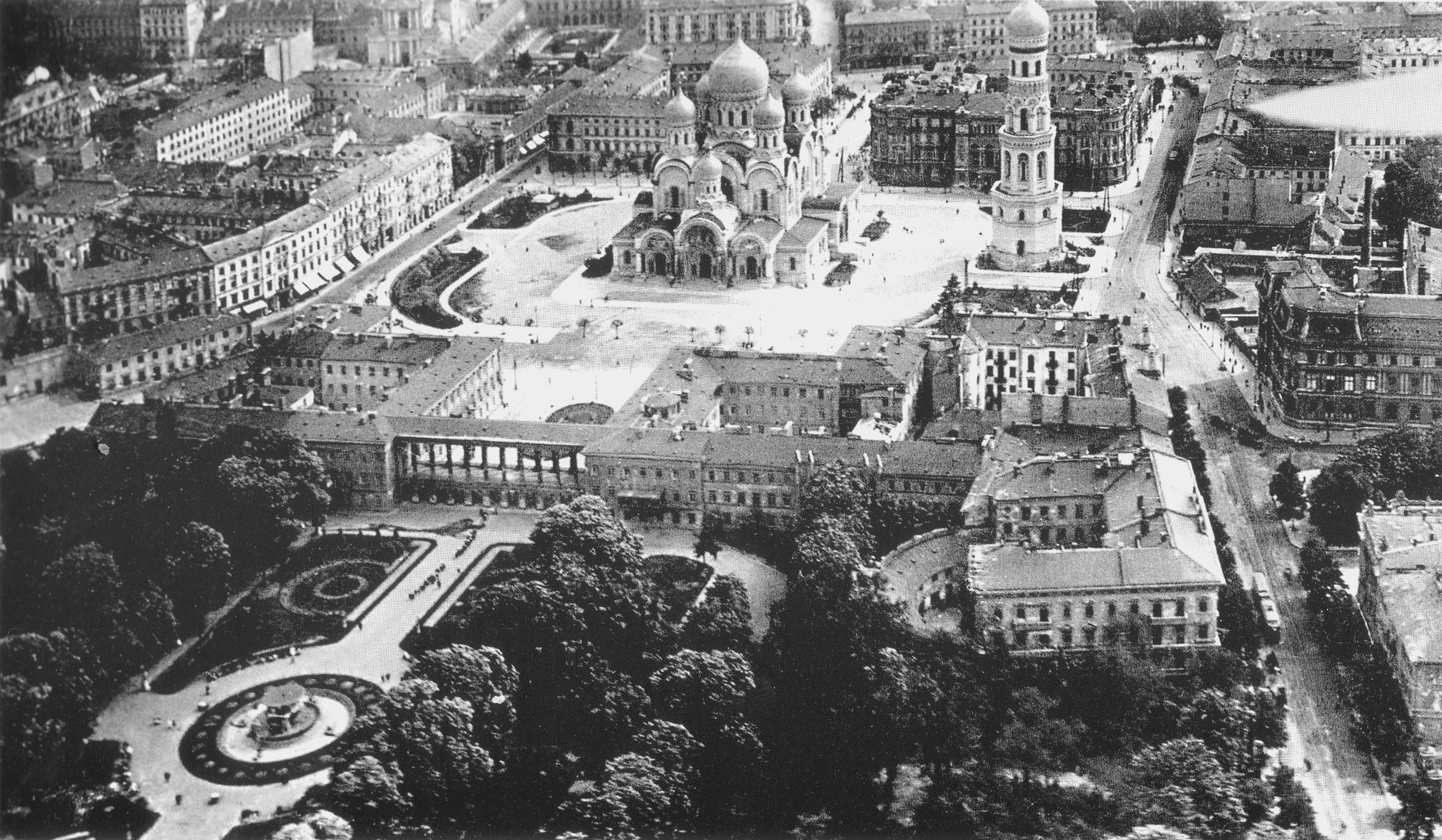
Cung điện (giữa) và Nhà thờ Alexander Nevsky (trên cùng) trước năm 1924, khi việc phá hủy Nhà thờ bắt đầu
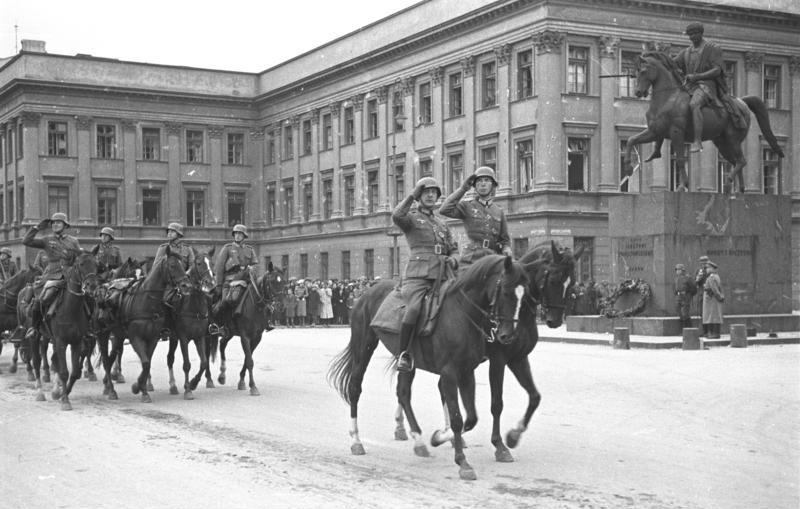
Pháo binh ngựa Đức diễu hành trước Cung điện, mùa thu 1939
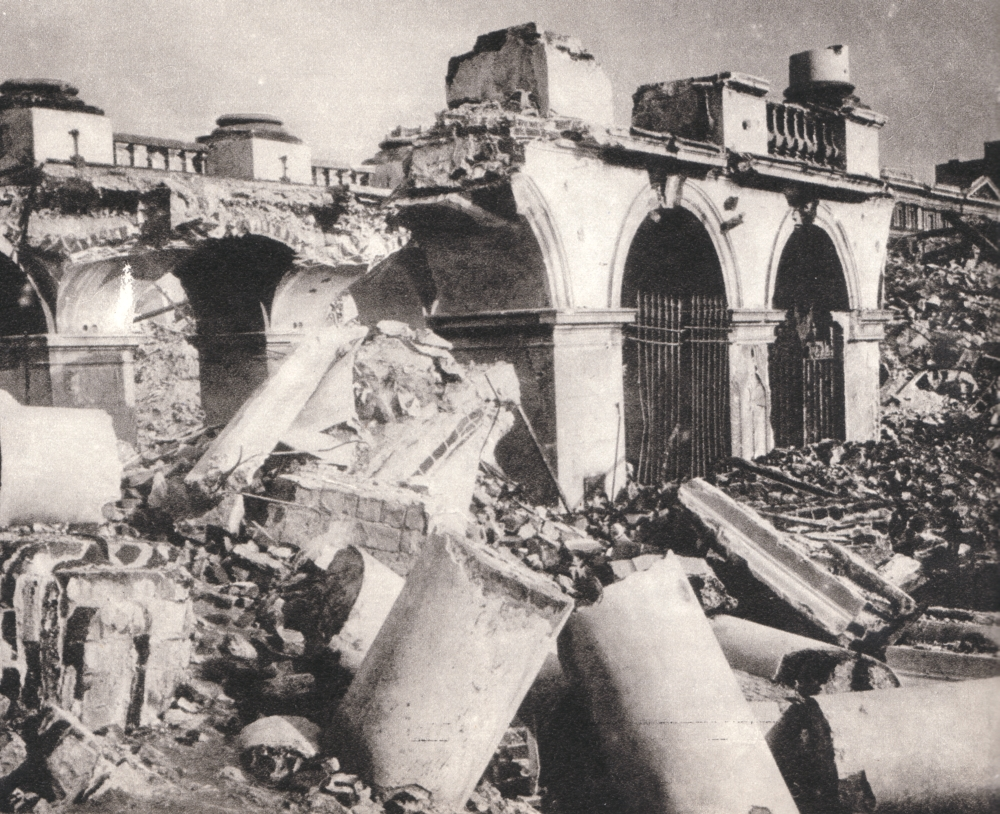
Tàn dư của cung điện, năm 1945
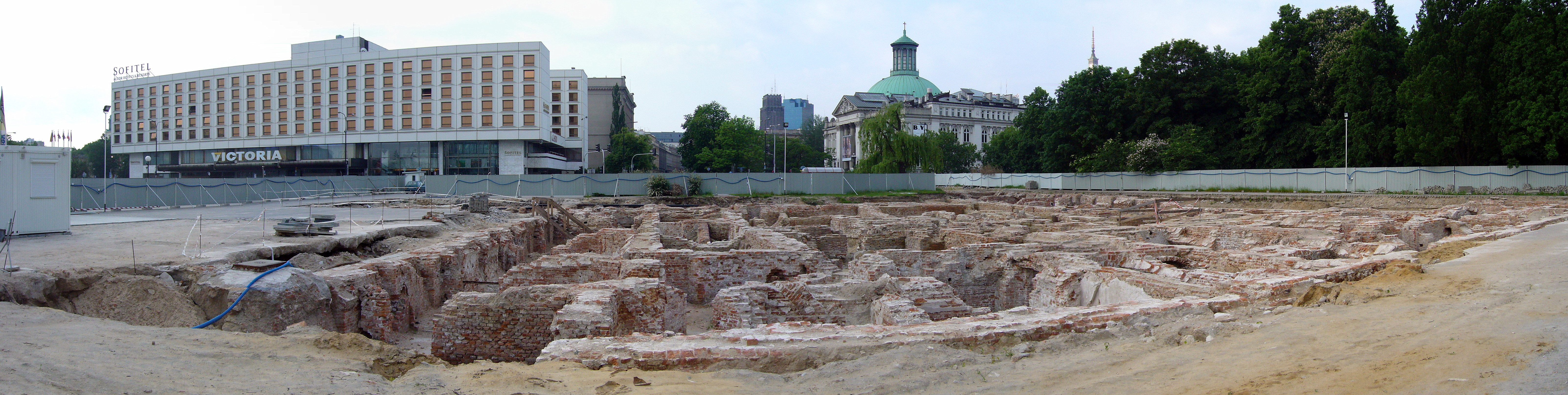
Nền móng của Cung điện
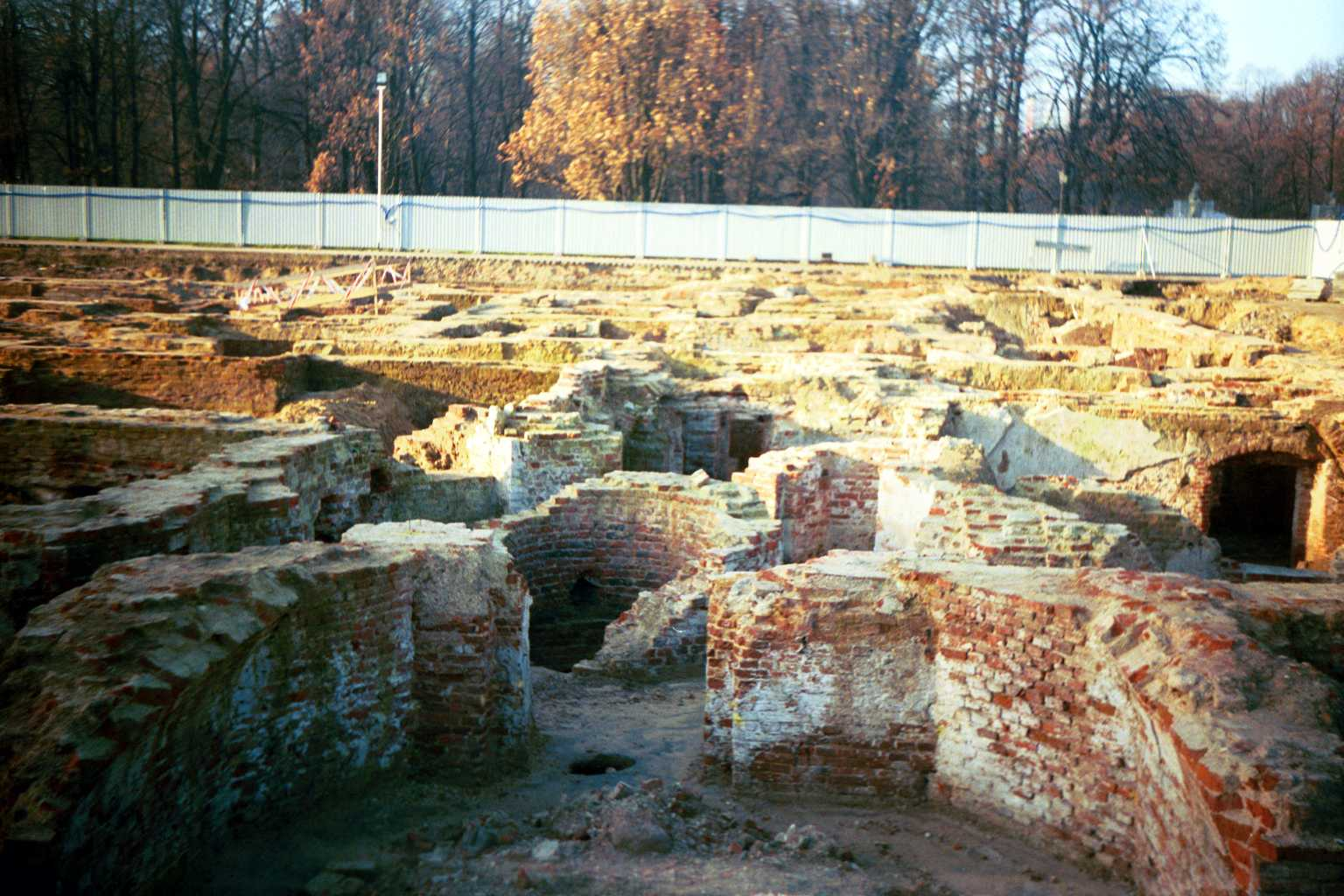
Nền móng của Cung điện